# Agabus margareti
Agabus margareti är en skalbaggsart som beskrevs av Helen K. Larson 1975. Agabus margareti ingår i släktet Agabus och familjen dykare. Inga underarter finns listade i Catalogue of Life.